# Švédští demokraté
Švédští demokraté (SD) (švédsky Sverigedemokraterna) je švédská nacionalistická politická strana, která byla založena v roce 1988. Logem strany je od roku 2006 květ jaterníku podléšky. Po volbách v roce 2022 se stala strana druhou nejsilnější stranou švédského Riksdagu.

## Historie
Strana vznikla v roce 1988 transformací Švédské strany, která vznikla předtím sloučením několika nacionalistických a pravicově extremistických stran, například Bevara Sverige Svenskt (v překladu "Zachovej Švédsko švédské"). V roce 2010 se poprvé dostala do Riksdagu a od té doby zažívá nebývalý úspěch, především díky odporu k imigraci, která je v přepočtu na hlavu nejvyšší v EU. Ve volbách v roce 2014 získala 49 z 349 mandátů. Strana je ovšem kvůli svým názorům ve švédské politice izolována a ostatní strany s ní odmítají spolupracovat. V roce 2014 Švédští demokraté málem poprvé po půl století způsobili pád vlády, který ale byl na poslední chvíli odvrácen dohodou mezi dvěma nejsilnějšími stranami. To jim dalo více moci, protože se stali hlavní opoziční stranou.
V  parlamentních volbách, které se uskutečnily 11. září 2022, skončila strana se ziskem 20,5 % druhá za dosud vládnoucími sociálními demokraty. V následné dohodě uzavřené 14. října 2022 na zámku v Tidö byla dohodnuto, že Švédští demokraté budou podporovat středopravicovou koaliční vládu umírněných, křesťanských demokratů a liberálů v čele s premiérem Ulfem Kristerssonem.

## Ideologie
Program Švédských demokratů je založen na nacionalismu. Strana se formálně distancuje od všech forem totalitarismu a rasismu.

### Zahraniční politika
Švédští demokraté se domnívají, že přistěhovalectví, islamizace, supranacionalismus (např. Evropská unie), kulturní imperialismus (zejména z USA) a globalizace masivně ohrožují švédskou kulturu. Strana si proto přeje vykonávat volnější kooperace mezi Švédskem a ostatními evropskými státy. Strana je proizraelská.

### Hospodářská politika
Švédští demokraté chtějí nižší daně a snížit vládní zásahy do ekonomiky a tím podpořit růst malých podniků. Strana předpokládá, že zlepšení obecného podnikatelského prostředí povede ke snížení nezaměstnanosti. Klíčovým bodem v hospodářské politice je tvrzení, že přistěhovalectví v roce 1999 si vyžádalo 267 miliard švédských korun (36,7 miliard $).[zdroj?] Sníží nákladů na přistěhovalectví by mohlo vést ke snížení daní.

### Národní a sociální spravedlnost
Strana chce prosazovat obecné morální zlepšení švédské společnosti. Dále pak ochranu protestantské etiky a posílení národní jednoty s cílem vytvořit solidaritu mezi etnickými Švédy.

## Kontroverze
Prvním pokladníkem strany byl Gustaf Ekström. Ten za války sloužil v jednotkách Waffen SS nacistického Německa. Švédský deník Expressen společně s časopisem Expo odhalil, že nejméně osm kandidátů strany kandidující ve volbách v roce 2018 byli členy neonacistických skupin a stran, přičemž někteří byli členy ještě nedávno. V červnu 2025 se strana za svou minulost omluvila.

## Volby

### Parlamentní volby
| Volební rok | Počet hlasů | Hlasy v % | Počet mandátů |
| ----------- | ----------- | --------- | ------------- |
| 1988        | 1 118       | 0,0       | 0             |
| 1994        | 13 954      | 0,3       | 0             |
| 1998        | 19 624      | 0,37      | 0             |
| 2002        | 76 300      | 1,44      | 0             |
| 2006        | 162 463     | 2,93      | 0             |
| 2010        | 339 610     | 5,70      | 20            |
| 2014        | 801 178     | 12,86     | 49            |
| 2018        | 1 100 802   | 17,6      | 63            |
| 2022        | 1 330 325   | 20,5      | 73            |

### Evropské volby
| Volební rok | Celkový počet hlasů | hlasy v % | Počet mandátů |
| ----------- | ------------------- | --------- | ------------- |
| 2004        | 27 707              | 1,13      | 0             |
| 2009        | 103 584             | 3,27      | 0             |
| 2014        | 359 248             | 9,67      | 2             |
| 2019        | 636 877             | 15,3      | 3             |